# Ciruelos del Pinar
Ciruelos del Pinar è un comune spagnolo di soli 28 abitanti situato nella comunità autonoma di Castiglia-La Mancia.